# رينيه مور
رينيه مور (بالإنجليزية: René Moore)‏ هو منتج أسطوانات وكاتب أغاني وملحن أمريكي، ولد في 19 أبريل 1959 في لوس أنجلوس في الولايات المتحدة.

## وصلات خارجية
- رينيه مور على موقع ميوزك برينز (الإنجليزية)
- رينيه مور على موقع ديسكوغز (الإنجليزية)